# Royal Bafokeng Stadium
Il Royal Bafokeng Stadium è uno stadio multiuso di Phokeng, a circa dodici chilometri dal centro cittadino di Rustenburg, in Sudafrica.
Inaugurato nel 1999, la sua costruzione è stata finanziata interamente dalla comunità di Royal Bafokeng, un'entità amministrativa che, terminato l'apartheid, vinse una battaglia legale ottenendo così il diritto al 20% sull'estrazione del platino fatta sulle loro terre.
La capienza dell'impianto è stata portata da 38.000 a 42.000 posti in vista del campionato del mondo 2010. Quattro partite della prima fase e due della seconda si sono svolte in esso. Nel frattempo, lo stadio ha ospitato tre gare della Confederations Cup 2009.
Viene prevalentemente utilizzato per il rugby e solo sporadicamente anche per atletica e calcio, in quanto la città di Rustenburg non ha club calcistici
Il Royal Bafokeng Stadium si trova ad un'altitudine di 1.153 metri sopra il livello del mare, ed è a circa un'ora e mezza di macchina da Johannesburg.

## Campionato mondiale di calcio 2010
Lo stadio è uno degli impianti che hanno ospitato il Campionato mondiale di calcio 2010.
Di seguito sono presenti le gare in esso disputate durante la rassegna mondiale 2010:
| Data           | Ora (CET) | Squadra #1    | Ris.       | Squadra #2  | Fase del torneo  | Spettatori |
| -------------- | --------- | ------------- | ---------- | ----------- | ---------------- | ---------- |
| 12 giugno 2010 | 20:30     | Inghilterra   | 1-1        | Stati Uniti | Girone C         | 38.646     |
| 15 giugno 2010 | 13:30     | Nuova Zelanda | 1-1        | Slovacchia  | Girone F         | 23.871     |
| 19 giugno 2010 | 16:00     | Ghana         | 1-1        | Australia   | Girone D         | 34.812     |
| 22 giugno 2010 | 16:00     | Messico       | 0-1        | Uruguay     | Girone A         | 33.425     |
| 24 giugno 2010 | 20:30     | Danimarca     | 1-3        | Giappone    | Girone E         | 27.967     |
| 26 giugno 2010 | 20:30     | Stati Uniti   | 1-2 d.t.s. | Ghana       | Ottavi di finale | 36.742     |